# Arrondissement Brignoles
Brignoles is een arrondissement van het Franse departement Var in de regio Provence-Alpes-Côte d'Azur. De onderprefectuur is Brignoles.
Het arrondissement werd opgericht in 1790 maar afgeschaft in 1926. In 1974 werd het opnieuw opgericht.

## Kantons
Het arrondissement was tot 2014 samengesteld uit de volgende kantons:
- Kanton Aups
- Kanton Barjols
- Kanton Besse-sur-Issole
- Kanton Brignoles
- Kanton Cotignac
- Kanton Rians
- Kanton La Roquebrussanne
- Kanton Saint-Maximin-la-Sainte-Baume
- Kanton Tavernes

Na de herindeling van de kantons bij decreet van 27 februari 2014, met uitwerking op 22 maart 2015 omvat het de volgende kantons:
- Kanton Brignoles  ( deel 11/12 )
- Kanton Flayosc  ( deel 14/34 )
- Kanton Garéoult  ( deel 11/12 )
- Kanton Le Luc  ( deel 9/11 )
- Kanton Saint-Cyr-sur-Mer  ( deel 3/9 )
- Kanton Saint-Maximin-la-Sainte-Baume